# Sedum melanantherum
Sedum melanantherum là một loài thực vật có hoa trong họ Crassulaceae. Loài này được DC. miêu tả khoa học đầu tiên năm 1828.